# المنواب (الحديدة)

تعديل مصدري - تعديل

المنواب القديم  هي إحدى قرى مديرية المغلاف، التابعة لمحافظة الحديدة اليمنية، بلغ تعداد سكانها 5710 نسمة حسب الإحصاء الذي أجري عام 2004.